# Stifftia
Stifftia là một chi thực vật có hoa trong họ Cúc (Asteraceae).

## Loài
Chi Stifftia gồm các loài: